# 関西空港線
関西空港線（かんさいくうこうせん）は、大阪府泉佐野市の日根野駅から同府泉南郡田尻町の関西空港駅に至る西日本旅客鉄道（JR西日本）の鉄道路線（幹線）である。
JR西日本のアーバンネットワークの路線に含まれ、ラインカラーは同社のコーポレートカラーである青（■）、路線記号はS。

## 概要
大阪湾の泉州沖に浮かぶ関西国際空港への空港連絡鉄道である。日根野駅で阪和線から分岐し、大阪方面から同線を経由して空港アクセス列車が乗り入れている。全長3,750mの関西国際空港連絡橋を渡るりんくうタウン駅 - 関西空港駅間は南海電気鉄道（南海）空港線と両駅構内を除いて線路を共用しており、また同区間はJR西日本が第二種鉄道事業者、新関西国際空港株式会社が第三種鉄道事業者となっている。
全線の約33.7%が海上を通っており、日本国内では当線と線路を共用する南海空港線、関西国際空港と同じく海上に建設された中部国際空港の空港連絡鉄道である名鉄空港線、瀬戸内海を瀬戸大橋で渡る本四備讃線と共に、海上を通る区間が全体の4分の1 (25%) 以上ある数少ない鉄道路線である。
阪和線の本線（天王寺駅 - 和歌山駅間）から分岐している鳳駅 - 東羽衣駅間の支線は阪和線の一部であるが、当路線は独立した路線である。
全区間をJR西日本の近畿統括本部が管轄している。また、全線が旅客営業規則の定める大都市近郊区間の「大阪近郊区間」およびIC乗車カード「ICOCA」エリア、電車特定区間に含まれている。なお、りんくうタウン駅は南海の管轄駅であるが、共同使用駅であるため営業上は近畿統括本部管内のJR駅としても扱われている。

## 路線データ
- 管轄・路線距離（営業キロ）：全長11.1 km[1]
  - 西日本旅客鉄道（第一種鉄道事業者）：
    - 日根野駅 - りんくうタウン駅間 4.2 km

  - 西日本旅客鉄道（第二種鉄道事業者）・新関西国際空港（第三種鉄道事業者）：
    - りんくうタウン駅 - 関西空港駅間 6.9 km
- 軌間：1,067 mm
- 駅数：3（起終点駅含む）[1]
  - 関西空港線所属駅に限定した場合、阪和線所属の日根野駅が除外され、共同使用駅のりんくうタウン駅も含めて2駅となる[8][9]。
- 建設主体：日本鉄道建設公団(現：独立行政法人 鉄道建設・運輸施設整備支援機構)
- 複線区間：全線
- 電化区間：全線電化（直流1,500 V）
- 閉塞方式：複線自動閉塞式
- 保安装置：ATS-P（全線P[3]）
  - りんくうタウン駅 - 関西空港駅間はATS-PN[注 1]併設[10]
- 運転指令所：近畿総合指令所関西空港指令所
- 最高速度：130 km/h

## 沿線概況
起点の日根野駅を出て線内唯一の踏切である日根野南一踏切を過ぎると、左側に吹田総合車両所日根野支所を見ながら高架線に入り、右側に大きくカーブをしながら阪和線の上り線と大阪府道大阪和泉泉南線を乗り越え、2つ並んだため池の植田池と穂波池を渡ると、地平の国道481号および高架の関西空港自動車道が左後方から近づいてきて並走を始める。この右カーブの途中（ため池を渡る高架橋上）には、架線の吊架方式がシンプルカテナリー式から高速走行に適したコンパウンドカテナリー式に切り替わるセクションがある。
穂波池を過ぎてから南海本線と交差する約300m手前まで、戦時中に存在した佐野陸軍飛行場（もとは明野陸軍飛行学校佐野分教所）の跡地を走る。飛行場跡地には戦後に整然と区画された農地と住宅地が広がり、大阪府道和歌山貝塚線（熊野街道）の東側は滑走路跡と平行した区画になっている。また、熊野街道の南側は移転前の蟻通神社の広大な旧社地でもある。
やがて国道26号を越えるとさらに高度を上げ、南海本線の高架を高々架で乗り越えると、左前方にはりんくうプレジャータウンSEACLEの大観覧車の全景が、右前方にはりんくうゲートタワービルの全景が見え始める。高架のまま徐々に高度を下げながら、右側から近づいてくる南海空港線の上下線に挟まれて並走を始めたあたりで旧海岸線を越え、埋立造成されたりんくうタウンに入り、島式2面4線のりんくうタウン駅に到着する。
南海との共同使用駅であるりんくうタウン駅は内側2線をJRが、外側2線を南海が使用しているが、同駅を出ると両社の線路が合流し、大阪湾を渡る2層構造で、在来線の鉄道橋としては最長の関西国際空港連絡橋の下層を轟音を立てながら渡る。関西国際空港島に入ると高度を下げ、大きく左にカーブしながら島内アクセス道路の間にある掘割部分を進み、南海の線路が左側へ分岐して終点の関西空港駅に着く。

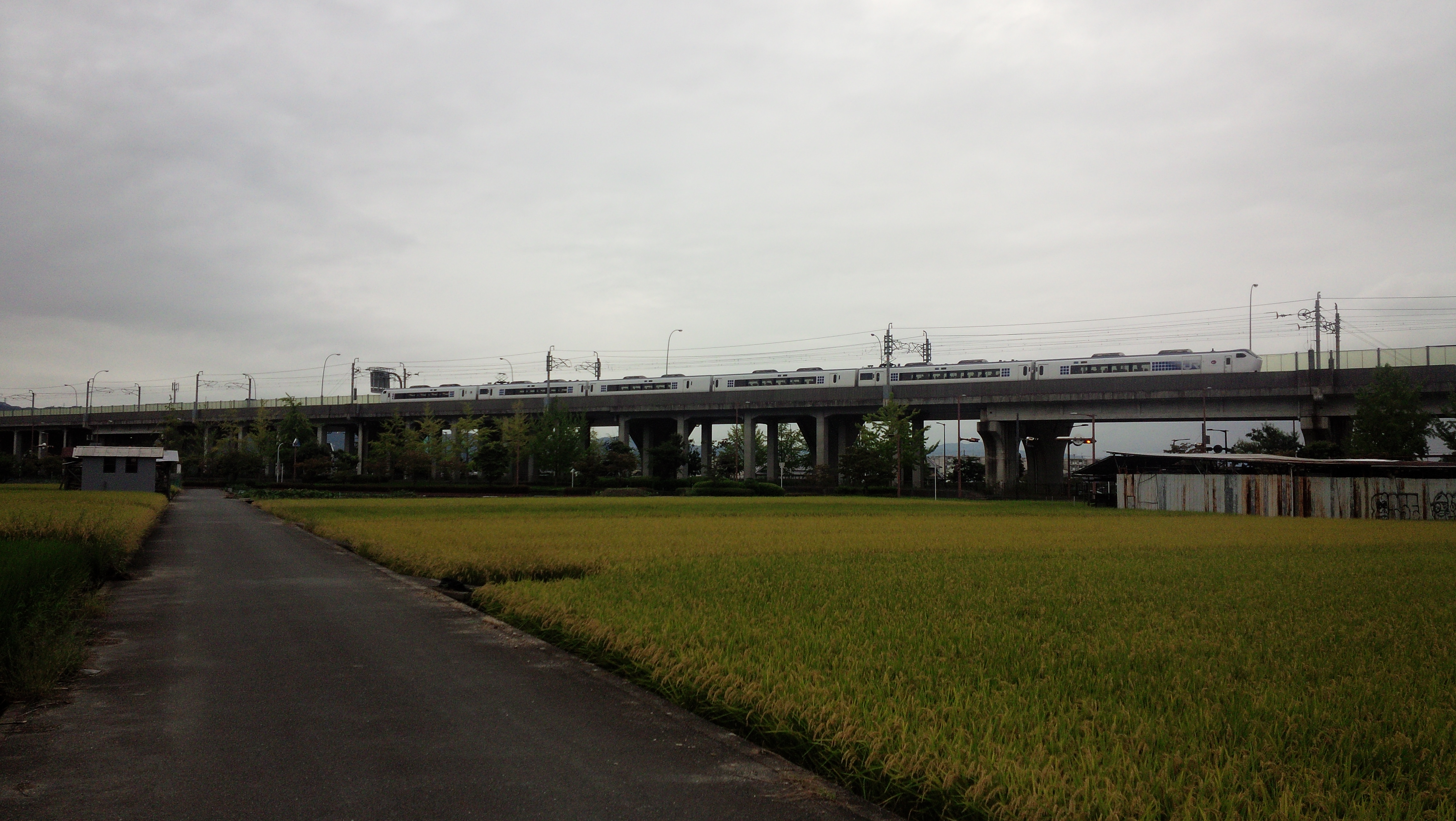
整然と区画された田園地帯を 関西空港自動車道と並走する。
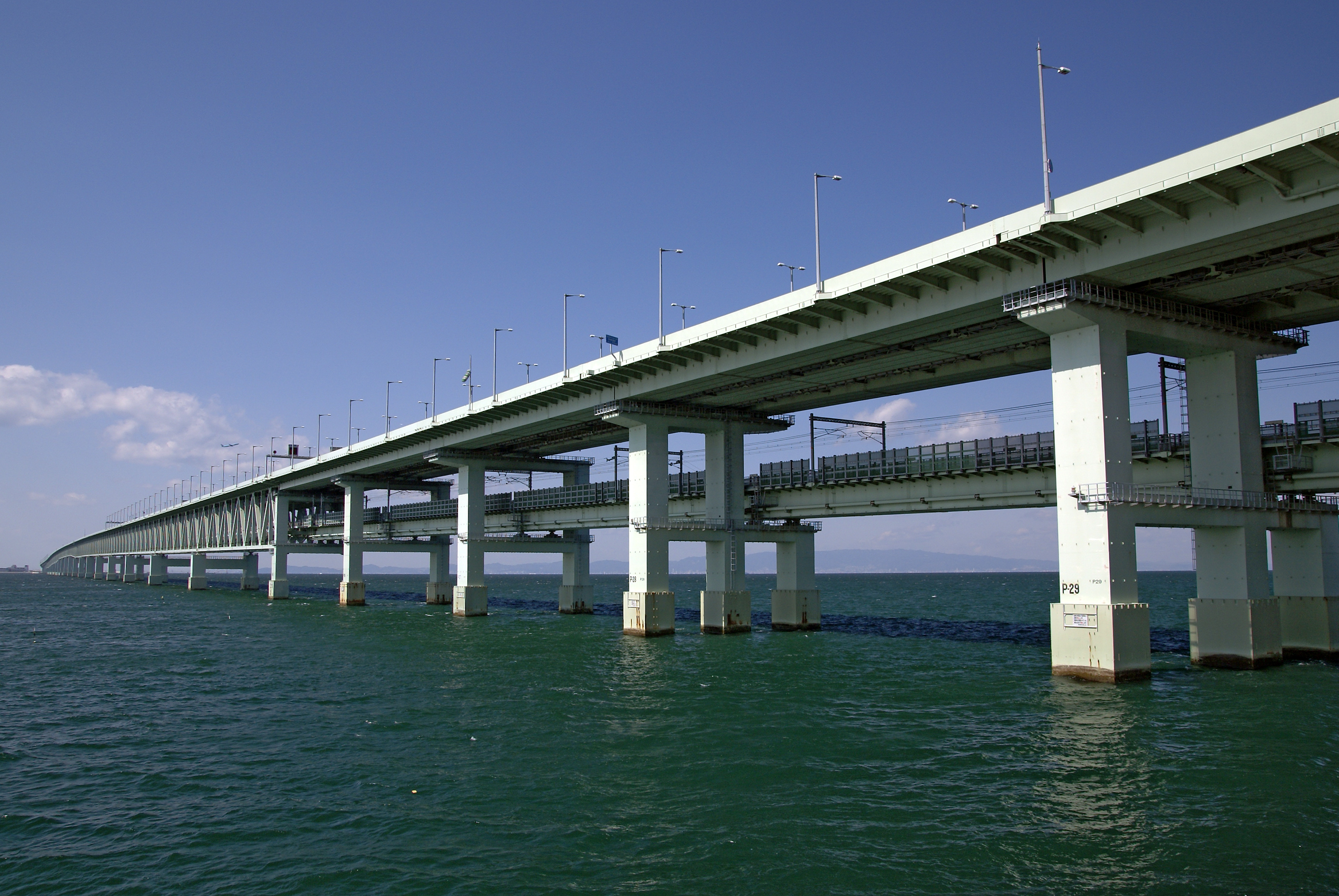
関西国際空港連絡橋
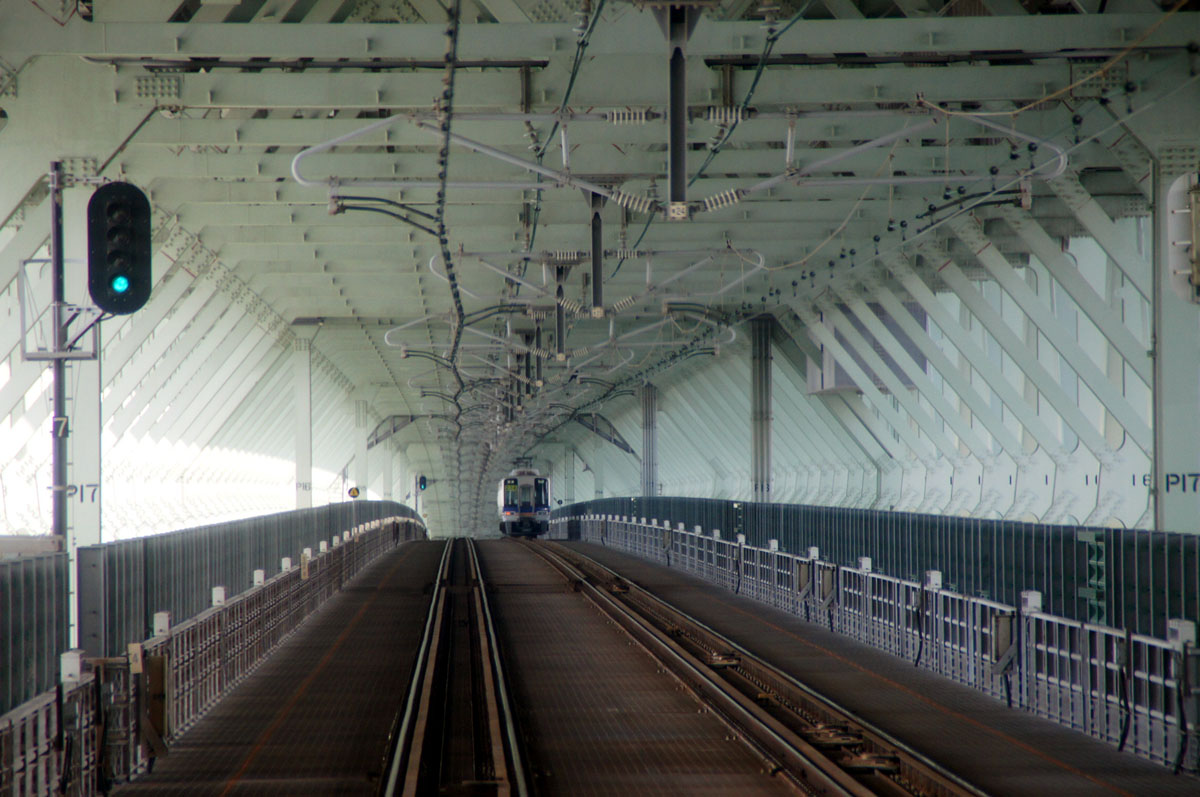
関西国際空港連絡橋の鉄道部。 架線はコンパウンドカテナリー式。
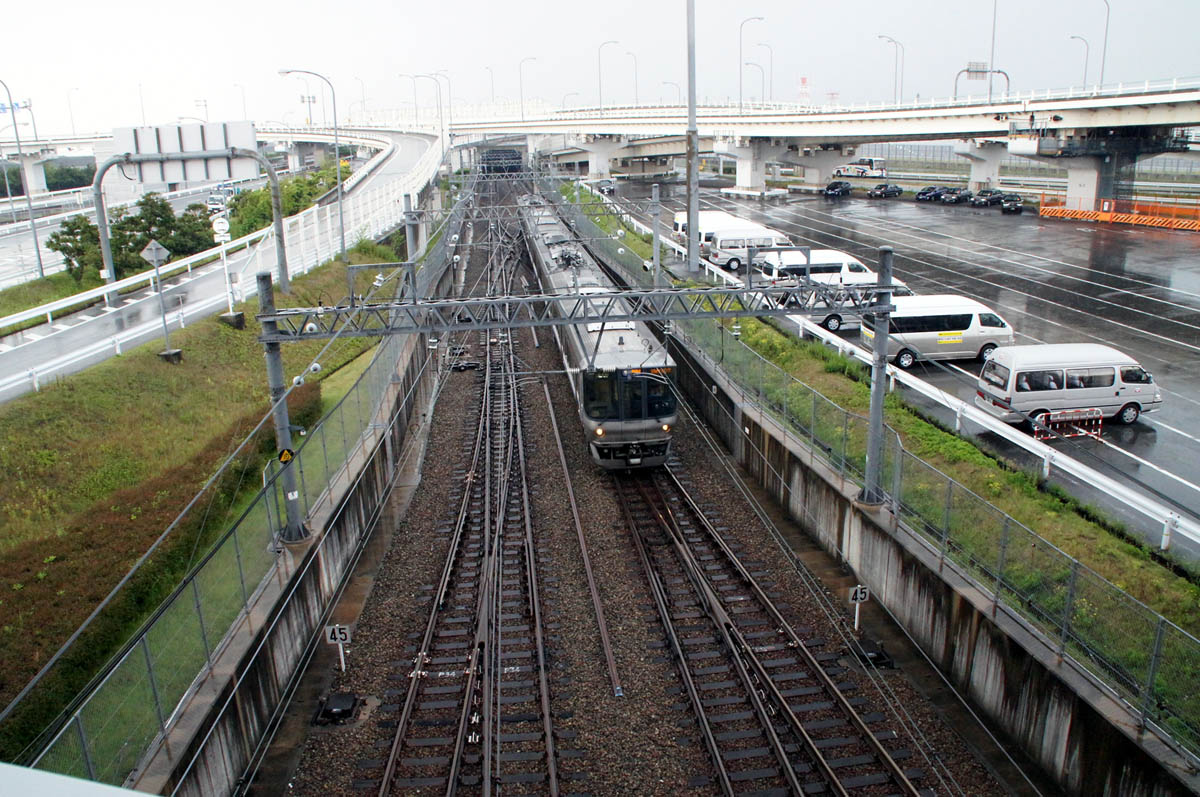
関西空港駅に到着する関空快速。

| ← 阪和線 天王寺方面 ← 南海本線 難波方面 | 日根野駅・長滝駅・泉佐野駅・羽倉崎駅・りんくうタウン駅・関西空港駅 配線略図 | → 阪和線 和歌山方面 → 南海本線 和歌山市方面 |
| 凡例 出典:                              |                                                                             |                                             |

## 運行形態
早朝・深夜の一部の列車をのぞき、日根野駅から阪和線天王寺方面へ直通運転が行われている。

### 特急列車
関西国際空港と大阪・京都方面を結ぶ特急列車として「はるか」が運転されている。東海道本線（JR京都線）・大阪環状線・梅田貨物線・阪和線を経由して京都駅（一部列車は琵琶湖線野洲駅） - 関西空港駅間で1日30往復。終日1時間あたり概ね上下各2本運転されている（2022年11月1日時点）。1994年9月4日に運転を開始した。日中時間帯は天王寺駅 - 関西空港駅間を無停車で運行、りんくうタウン駅は全列車通過し、日根野駅は朝の京都行きと夕方以降の関西空港行きのみ停車する。

### 快速・普通列車（シャトル）

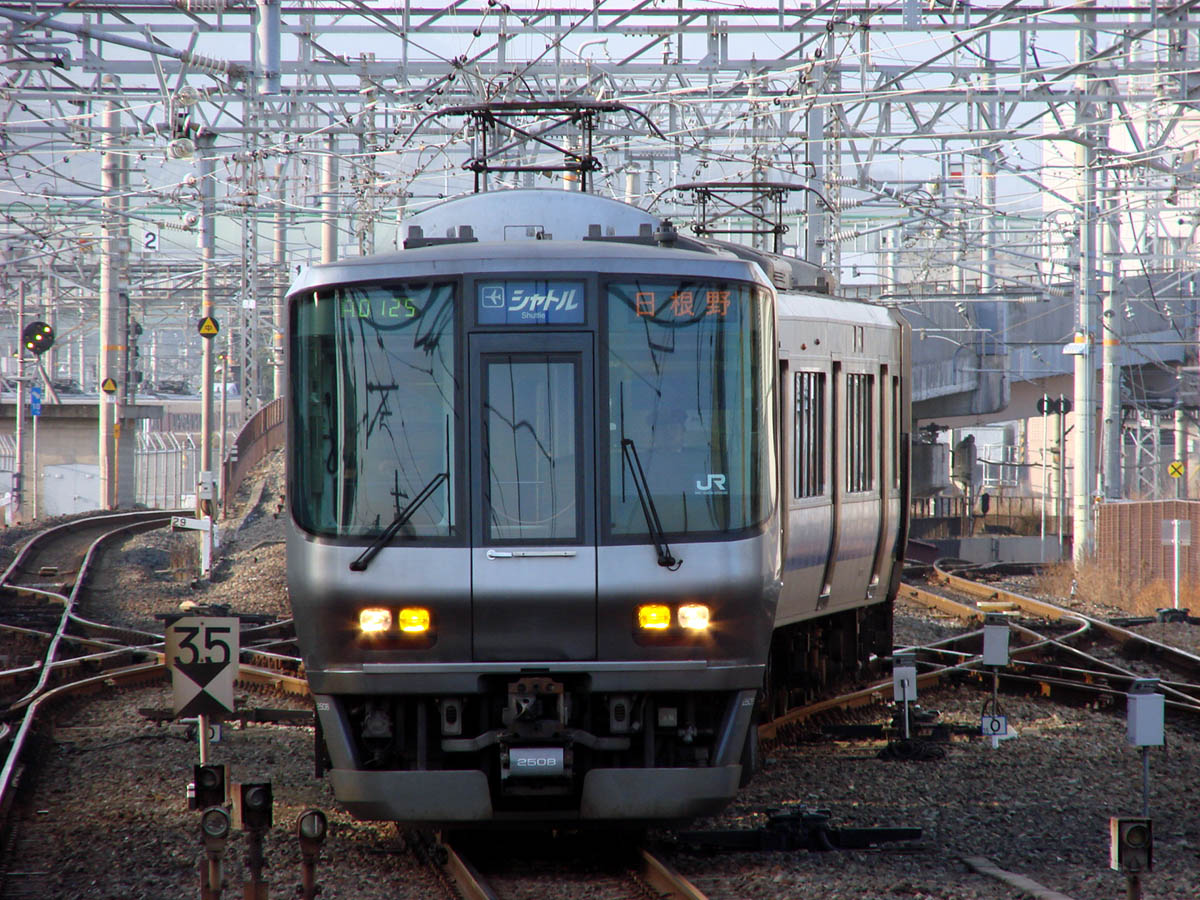
線内折り返し列車は「普通」ではなく「シャトル」と称している。

終日にわたり関西国際空港と大阪方面を結ぶ快速列車として関空快速（平日朝の上りのみ直通快速）が運転されている。ほとんどの列車が阪和線を経て大阪環状線に直通し、天王寺駅から先は西九条駅 - 大阪駅 - 京橋駅 - 天王寺駅のルートで大阪環状線を1周するが、朝・夜の一部列車は大阪駅・京橋駅発着や、大阪環状線に直通しない天王寺駅（阪和線ホーム）発着となる。
普通列車は吹田総合車両所日根野支所の入出庫列車を旅客扱いした線内完結の列車で、朝に関西空港行きが、深夜に日根野行きがそれぞれ2本運転されているのみである。旅客案内上は「シャトル」として案内されている。
快速・普通列車（シャトル）とも全列車が線内の各駅に停車する。全列車が4両編成または8両編成の運行で、女性専用車両の設定はない。
関西空港線が開業した1994年6月15日から同年9月3日までは、暫定的に天王寺駅 - 関西空港駅間を結ぶ阪和線直通の快速と、日根野駅 - 関西空港駅間の普通が上下各33本運転されていた。関西国際空港が開港した同年9月4日以降は快速に代わって、関空快速が大阪環状線または関西本線（大和路線）JR難波駅 - 関西空港駅間で運転を開始した。関空快速に加えて、1995年4月20日からは関空特快「ウイング」が運転されていたが1999年5月9日で運転を終了した。2008年3月15日のダイヤ改正により、関空快速のJR難波駅発着が廃止されて日中は全列車が大阪環状線へ直通するようになり、平日の朝ラッシュ時には直通快速も運転を開始した。
このほか、1995年12月から1999年1月までは臨時列車として姫路駅 - 関西空港駅間で特別快速「ウエスト関空」も運転されていた。

## 利用状況
2017年度の1日あたりの平均利用者数は33,792人である。年間の利用者数は1996年度の約943万人をピークに減少し、重症急性呼吸器症候群 (SARS) の発症が確認された2003年度で一度は下げ止まったものの、リーマン・ショックと新型インフルエンザの流行が重なった2009年度は約649万人となった。その後は格安航空会社の就航や訪日外国人旅行客の増加により関西国際空港の利用者とともに増加し、2019年度は過去最多となる約1253万人であった。新型コロナウイルス感染症が流行した2020年度は過去最少の約395万人、2021年度はそれに次いで少ない459万人であった。
南海空港線と比較した場合の2019年度のシェアは約51.0%で、関西国際空港のアクセス全体としてはJRが約40.3%、南海が約38.7%、リムジンバスが約19.8%、旅客船が約1.2%となっており、JRの利用者数は開業当初の1994年度をのぞいて最も多い。
| 年度     | 1994年度 | 1995年度 | 1996年度 | 1997年度 | 1998年度 | 1999年度 | 2000年度 | 2001年度 | 2002年度 | 2003年度 | 2004年度 | 2005年度 | 2006年度 | 2007年度 |
| -------- | -------- | -------- | -------- | -------- | -------- | -------- | -------- | -------- | -------- | -------- | -------- | -------- | -------- | -------- |
| 輸送人員 | 529      | 921      | 943      | 919      | 859      | 870      | 889      | 841      | 783      | 671      | 710      | 717      | 722      | 724      |
| 年度     | 2008年度 | 2009年度 | 2010年度 | 2011年度 | 2012年度 | 2013年度 | 2014年度 | 2015年度 | 2016年度 | 2017年度 | 2018年度 | 2019年度 | 2020年度 | 2021年度 |
| 輸送人員 | 717      | 649      | 657      | 673      | 760      | 809      | 898      | 1059     | 1130     | 1233     | 1231     | 1253     | 395      | 459      |

### 平均通過人員
各年度の平均通過人員（人/日）は以下のとおりである。
| 年度                   | 平均通過人員（人/日） | 出典   |
| 年度                   | 日根野 - 関西空港     | 出典   |
| ---------------------- | --------------------- | ------ |
| 2013年度（平成25年度） | 19,240                | [ 16 ] |
| 2014年度（平成26年度） | 21,085                | [ 17 ] |
| 2015年度（平成27年度） | 24,331                | [ 18 ] |
| 2016年度（平成28年度） | 26,677                | [ 19 ] |
| 2017年度（平成29年度） | 28,908                | [ 20 ] |
| 2018年度（平成30年度） | 29,720                | [ 21 ] |
| 2019年度（令和元年度） | 29,670                | [ 22 ] |
| 2020年度（令和02年度） | 8,739                 | [ 23 ] |
| 2021年度（令和03年度） | 9,242                 | [ 24 ] |
| 2022年度（令和04年度） | 16,397                | [ 25 ] |
| 2023年度（令和05年度） | 28,589                | [ 26 ] |

## 使用車両
全列車が吹田総合車両所日根野支所に所属する電車で運転されている。関空快速・直通快速・シャトルには223系（0・2500番台）と225系（5000・5100番台）が、特急「はるか」には281系と271系が使用されている。
開業時から定期列車はすべての旅客車両が当線向けに新造された車両で運行されており、103系や113系などの国鉄型車両をはじめ、当線開業以前より阪和線で運行されていた車両や他路線からの中古車両は当線で運行されたことはない。
なお、2024年9月に行われたツアー団体列車にて、営業運転では初の「WEST EXPRESS 銀河」（即ち国鉄型車両117系）の関西空港線乗り入れが実現した。
事業用車両としては検測用の気動車（キヤ141系とDEC741形）が入線することがある。また、かつては検測用の国鉄型車両（マヤ34形客車、443系電車）も関西空港線を検測していた。

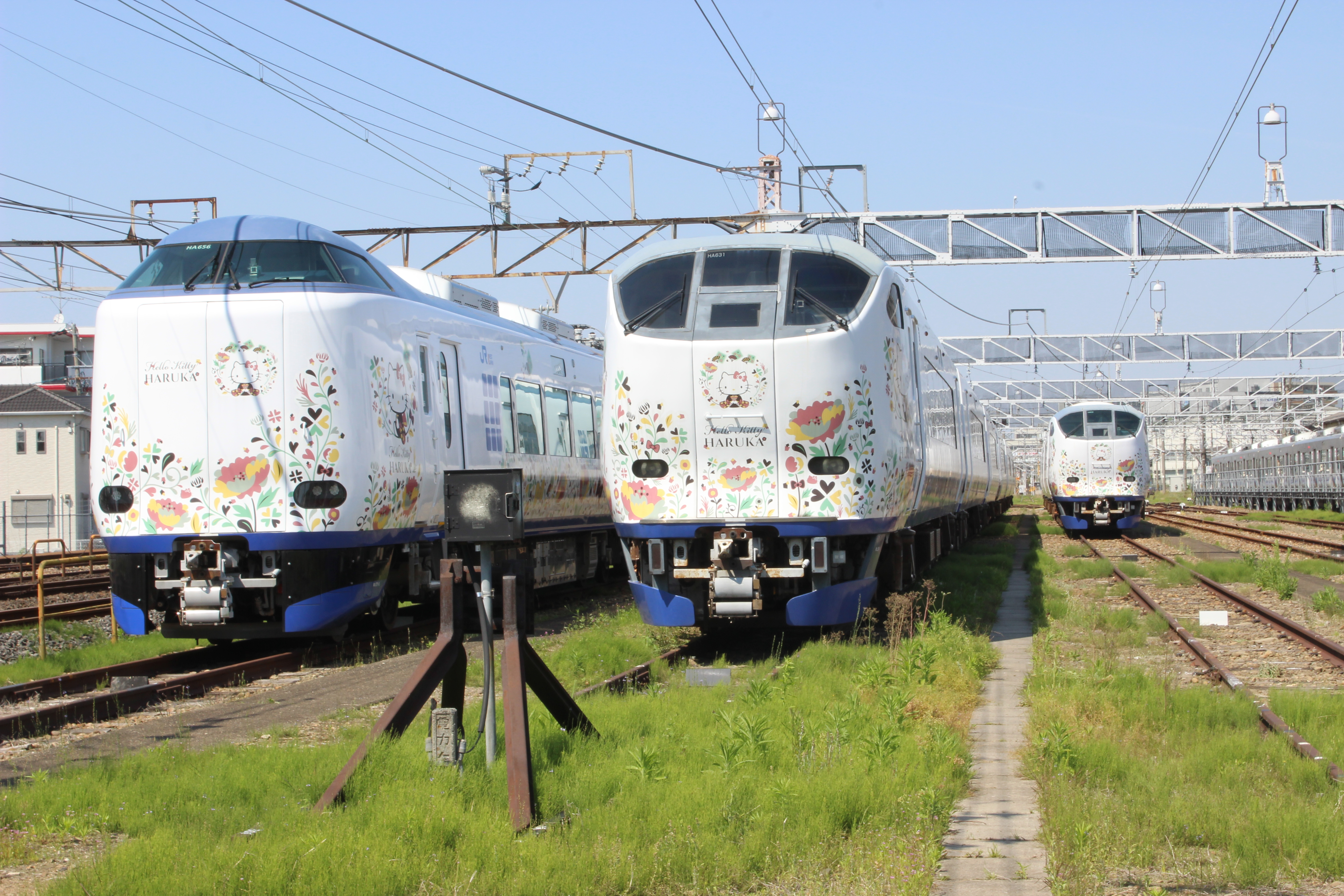
271系と281系
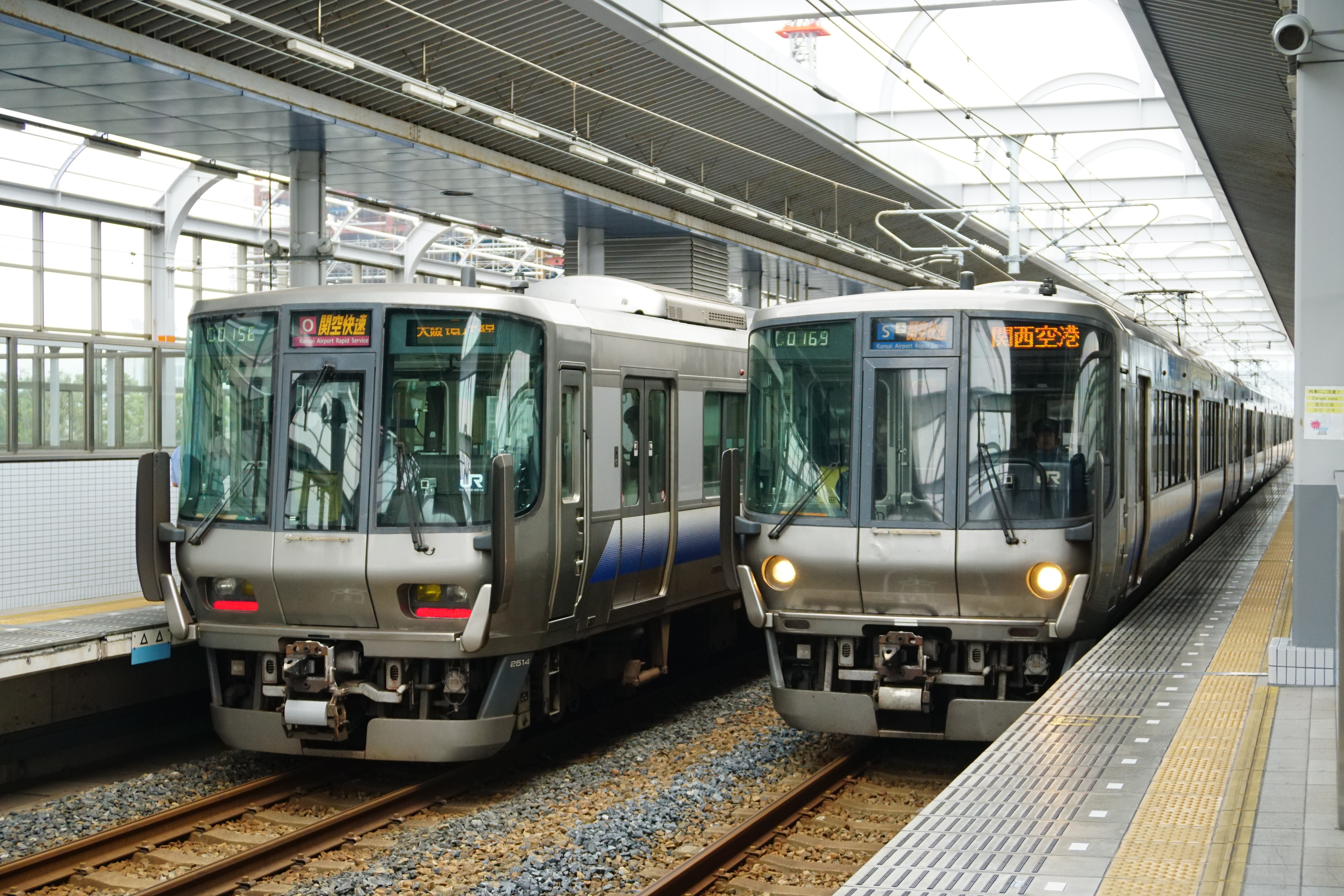
223系0番台と2500番台
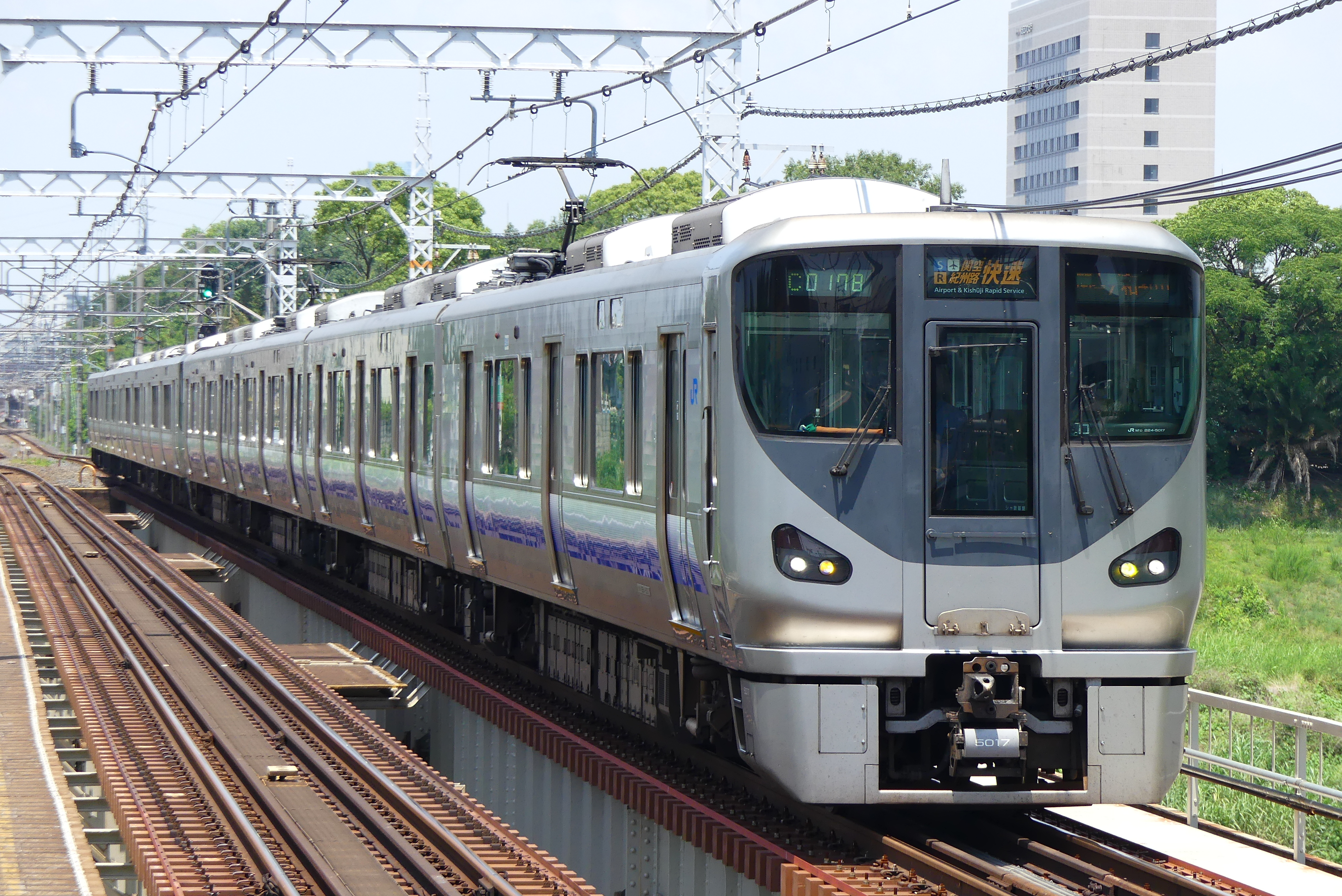
225系5000番台
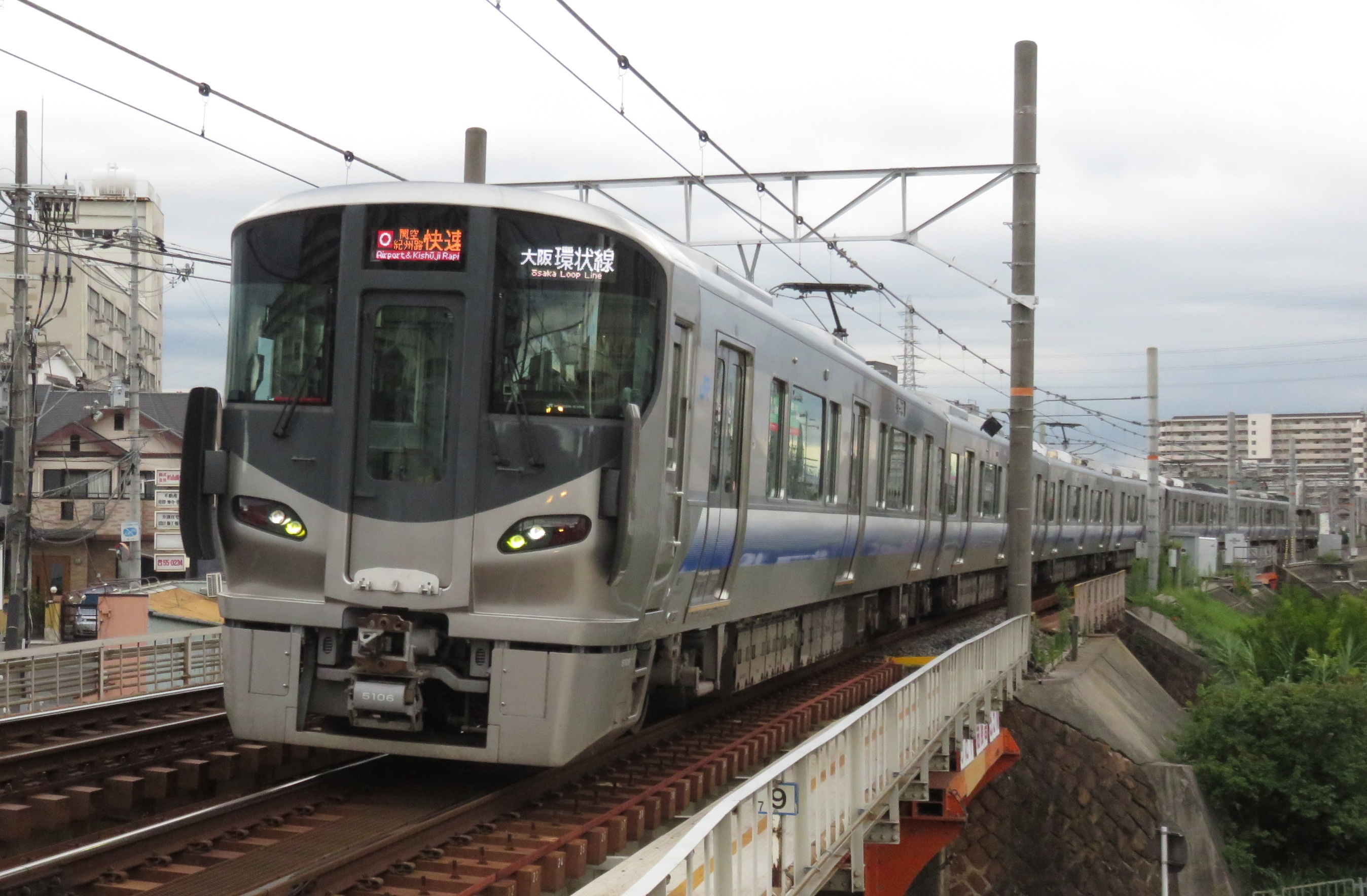
225系5100番台

## 運賃制度
全線で加算運賃が設定されており、全乗車区間の営業キロ程に応じて算出した運賃額に関西空港線の乗車区間に応じて以下の金額を加算する（2025年4月1日改定時点）。
- 日根野駅 - 関西空港駅：220円
- りんくうタウン駅 - 関西空港駅：170円
- 日根野駅 - りんくうタウン駅：160円

南海と線路を共用しているりんくうタウン駅 - 関西空港駅間の運賃は、JR・南海どちらを利用しても同額の370円であり、りんくうタウン駅から関西空港駅への普通乗車券であれば南海の乗車券でもJRの列車に乗車することもできる。
2025年3月31日までは電車特定区間ではなかっため、電車特定区間と通しで乗車する場合でも幹線運賃が適用されていたが、2025年4月1日より全線が電車特定区間となり、他のJR線と跨る場合でも乗車区間が電車特定区間内ならば電車特定区間の運賃が適用されるようになった。なお、同時に電車特定区間の運賃が値上げされたものの、加算運賃の加算額は変更されず、関西空港線内は日根野駅 - りんくうタウン駅間が電車特定区間の運賃となったことで10円の値下げとなった一方、関西空港駅発着となる区間（7 - 10 km、11 - 15 km区間）はこれまで適用されていた幹線運賃と同額になったため運賃額に変更はない。

## 歴史
- 1987年（昭和62年）12月2日：空港連絡線の第二種鉄道事業免許を取得[2]。
- 1994年（平成6年）
  - 1月20日：関西国際空港連絡鉄道レール締結式が行われる[29]。
  - 3月17日：試運転開始[30]。
  - 3月31日：空港連絡線のうち、日根野駅 - りんくうタウン駅間の旧関空会社からJRへの譲渡認可[2]。
  - 4月1日：空港連絡線のうち、日根野駅 - りんくうタウン駅間の第一種鉄道事業免許を取得[2]。
  - 6月15日：関西国際空港開港に先立ち、関西空港線として日根野駅 - 関西空港駅間が開業[2]。
  - 9月4日：関西国際空港が開港。特急「はるか」、関空快速が運転開始[2]。
- 1995年（平成7年）
  - 4月20日：関空快速の停車駅を削減した関空特快「ウイング」が運転開始[31]。
  - 9月1日：りんくうタウン駅 - 関西空港駅間の特定区間運賃が廃止[31]。
- 1996年（平成8年）10月5日：平日ダイヤで運行されていた土曜日が、休日ダイヤに切り替えられる[32]。
- 1999年（平成11年）5月10日：関空特快「ウイング」が廃止[2]。和歌山駅発着の紀州路快速が設定され、日根野駅で関空快速との併結・分割が開始[2]。
- 2003年（平成15年）10月1日：コンコースの喫煙コーナーが廃止[33]。
- 2008年（平成20年）3月15日：ダイヤ改正により、JR難波駅発着の関空快速が廃止[2]。平日朝ラッシュ時に直通快速が運転開始。
- 2010年（平成22年）12月1日：組織改正により、大阪支社の管轄から近畿統括本部の管轄に変更[34]。
- 2013年（平成25年）3月16日：全線でB特急料金適用開始。これに伴い、特急「はるか」の日根野駅 - 関西空港駅間の特急料金を値下げ[35][36][37]。

| 関西空港線全線復旧前日まで運転されていた、日根野行き関空特急はるか |  | 同じく、りんくうタウン行き関空快速 |
| 関西空港線全線復旧前日まで運転されていた、日根野行き関空特急はるか |  | 同じく、りんくうタウン行き関空快速 |

- 2018年（平成30年）
  - 3月17日：各駅に駅ナンバーが導入され、使用を開始する。
  - 9月4日：台風21号の接近に伴い9時頃から運休[38]。この台風の影響で関西国際空港連絡橋に停泊していたタンカーが漂流して衝突し[39]、連絡橋が被害を受けたため、翌日以降も不通となる[40]。
  - 9月8日：日根野駅 - りんくうタウン駅間で運転再開[41][42]。
  - 9月18日：りんくうタウン駅 - 関西空港駅間も運転再開し、全線復旧[43]。
- 2023年（令和5年）
  - 4月1日：B特急料金廃止。特急「はるか」の特急料金が値上げされる[44]。
- 2025年（令和7年）4月1日：全線が電車特定区間となる[6][7]。

## 駅一覧
- 関空快速・直通快速・シャトルはいずれも関西空港線内は全駅に停車（大阪環状線・阪和線直通列車の全停車駅は「関空快速・紀州路快速#停車駅」、大阪環状線内は「大阪環状線#停車パターン」、阪和線内は「阪和線#駅一覧」を参照）。特急の停車駅は「はるか (列車)」を参照
- 全駅大阪府内に所在
- 駅ナンバーは2018年3月17日より導入[45]、阪和線からの通し番号となっている。

| 駅ナンバー | 駅名             | 営業キロ | 営業キロ | 接続路線                                                      | 所在地        |
| 駅ナンバー | 駅名             | 駅間     | 累計     | 接続路線                                                      | 所在地        |
| ---------- | ---------------- | -------- | -------- | ------------------------------------------------------------- | ------------- |
| JR-S45     | 日根野駅         | -        | 0.0      | 西日本旅客鉄道： 阪和線（JR-R45）（一部の列車を除き直通運転） | 泉佐野市      |
| JR-S46     | りんくうタウン駅 | 4.2      | 4.2      | 南海電気鉄道： 空港線（NK31）                                 | 泉佐野市      |
| JR-S47     | 関西空港駅       | 6.9      | 11.1     | 南海電気鉄道： 空港線（NK32）                                 | 泉南郡 田尻町 |

日根野駅と関西空港駅はJR西日本の直営駅である。りんくうタウン駅は南海電気鉄道の管轄駅であるが、JR西日本交通サービスに業務委託されたみどりの窓口も設置されている。みどりの券売機の設置はされていない。